# The Black Album (альбом Принса)
| Оценки критиков               | Оценки критиков |
| Источник                      | Оценка          |
| ----------------------------- | --------------- |
| Allmusic                      | [ 1 ]           |
| Blender                       | [ 2 ]           |
| Robert Christgau              | A−              |
| Entertainment Weekly          | B               |
| Mojo                          | (favorable)     |
| New York Times                | (favorable)     |
| Q                             | [ 5 ]           |
| The Rolling Stone Album Guide | [ 7 ]           |

The Black Album — шестнадцатый студийный альбом американского певца и музыканта Принса, выпущенный 22 ноября 1994 года на лейбле Warner Bros. Records. 
Диск был записан ещё в 1986-87 годах и тогда же и планировался к выходу сразу после Sign o' the Times, но был снят из каталогов за неделю до даты выпуска (тогда вышел альбом Lovesexy в стилистике «поп» и «фанк»).
The Black Album не достиг высоких мест в чартах: в чарте Великобритании был лишь на позиции № 36, а в американском чарте Billboard 200 лишь на № 47, и в итоге по тиражу не получил золотого статуса в Великобритании и США, хотя и получил высокую оценку критиков. Высоко оценил альбом и Пол Маккартни.

## Список композиций
Автор всех композиций Принс, кроме трека #8, написанного Принсом в соавторстве с Eric Leeds.
Первая сторона
1. «Le Grind» — 6:44
2. «Cindy C.» — 6:15
3. «Dead on It» — 4:37
4. «When 2 R in Love» — 3:59

Вторая сторона
1. «Bob George» — 5:36
2. «Superfunkycalifragisexy» — 5:55
3. «2 Nigs United 4 West Compton» — 7:01
4. «Rockhard in a Funky Place» — 4:31

## Над альбомом работали
- Принс — вокал, инструменты
- Sheila E. — бэк-вокал (1), ударные (7)
- Eric Leeds — саксофон (1, 2, 8)
- Atlanta Bliss — труба (1, 2, 8)
- Cat Glover — бэк-вокал (1), бэк-вокал и реп (2), вокал (7)
- Boni Boyer — бэк-вокал (1)
- Susannah Melvoin — бэк-вокал (8)

## Чарты
| Чарт (1994)                 | Высшая позиция |
| --------------------------- | -------------- |
| Германия                    | 51             |
| Швейцария                   | 8              |
| UK Albums Chart             | 36             |
| US Billboard 200            | 47             |
| US Billboard Top R&B Albums | 18             |

## Дополнительные факты
- «Cindy C» Принс написал о Синди Кроуфорд, сразу после того, как получил отказ познакомиться[9].
- «When 2 R in Love» была выпущена на альбоме Lovesexy (1988).
- «Bob George» написана от лица персонажа (чьё имя составлено из имён Боба Кавало, менеджера Принса, и музыкального критика Нельсона Джорджа), которому жена изменяет с самим Принсом («тощим з***цем с высоким голосом»)[9].